# Calamus nagbettai
Calamus nagbettai là loài thực vật có hoa thuộc họ Arecaceae. Loài này được R.R.Fernald & Dey mô tả khoa học đầu tiên năm 1970.